# NGC 6306
NGC 6306 is een balkspiraalstelsel in het sterrenbeeld Draak. Het hemelobject werd op 8 juli 1885 ontdekt door de Amerikaanse astronoom Lewis A. Swift.

## Synoniemen
- UGC 10724
- IRAS17069+6047
- MCG 10-24-98
- KAZ 5
- ZWG 299.53
- KCPG 504A
- PGC 59654